# Albidona
Albidona é uma comuna italiana da região da Calábria, província de Cosenza, com cerca de 1.781 habitantes. Estende-se por uma área de 63 km², tendo uma densidade populacional de 28 hab/km². Faz fronteira com Alessandria del Carretto, Amendolara, Castroregio, Oriolo, Plataci, Trebisacce.

## Demografia
| Variação demográfica do município entre 1861 e 2011                               |
|                                                                                   |
| Fonte: Istituto Nazionale di Statistica (ISTAT) - Elaboração gráfica da Wikipedia |